# Hydnocarpus cauliflora
Hydnocarpus cauliflora är en tvåhjärtbladig växtart som beskrevs av Merrill. Hydnocarpus cauliflora ingår i släktet Hydnocarpus och familjen Achariaceae. Inga underarter finns listade i Catalogue of Life.